# Rui Torres
Rui Torres (ur. 16 września 1994 r.) – portugalski wioślarz.

## Osiągnięcia
- Mistrzostwa Europy – Montemor-o-Velho 2010 – ósemka wagi lekkiej – 3. miejsce[1].